# パケット
パケット（英語: packet）とは、「小包」を意味する英語だが、日本では、専ら情報通信における伝送単位を指す。広義には、単にある程度の大きさの送受信データのかたまりのこと。
パケット単位で小分けにして通信を行うことにより、回線を連続して占有することができないため、複数の端末からの送受信データを1本の回線に集められる（多重化）、大容量のデータのうち1か所が破損・喪失した際に、ひとつのパケットを再送するだけで足りる等の利点がある。
パケットは、OSI参照モデルではネットワーク層（Layer 3、RFC 1122 におけるインターネットレイヤー）において、通信を行う際の転送単位である。パケットのヘッダーには、送信先・発信元のIPアドレスや、パケットの種類や通し番号等の制御情報とユーザデータが記録されており、ルーターはその情報を参照してパケットの振り分けを行う。
ひとつのパケットに含まれるデータ量は、通信方式により異なり、可変長と固定長がある。
送信する場合、上位層より受取ったデータが、この規定の長さより長い場合、データは複数個のパケットに分割され転送される。
また、下位層より受取ったパケットのデータが分割されている場合、複数のパケットに分割されたデータを分割前のデータ単位に復元し、上位層に渡す。
パケットの分割方法は、通信方式により異なる。
転送するデータをある一定の単位のパケットに分割することにより、複数の対地とのデータの送受信を1本の物理的な通信回線を利用し多重化出来る。
エンドシステム–エンドシステム（2点）間の通信に際し、エンドシステム間にて論理的通信路を利用する。このような物理的な回線を占有しない交換方式をパケット交換方式と呼ぶ。

## フレーム、パケット、セグメント

### PDU (Protocol Data Unit)
フレーム、パケット、セグメントは、コンピュータ間の通信に使用されるデータを送る単位である。この単位のことを、PDU（プロトコル・データ・ユニット）という。

### フレーム
フレームは、OSI参照モデルのデータリンク層 (Layer 2) の通信で使われるPDUの呼び名である。
フレームリレーのように第3層を含めて使われることもある。
MACフレーム、PPPフレーム、HDLCフレーム等も使われる。

### パケット
パケットは、OSI参照モデルのネットワーク層 (Layer 3) の通信で使われるPDUの呼び名である。
レイヤ3で使用されるパケットとしては、X.25パケットがある。またIPの規格 (RFC 791) での伝送単位はデータグラム (datagram) であるが、通常IPパケットと呼ばれる。

### セグメント
第4層での通信規格のひとつであるTCPに使われるPDUの呼び名である。
第4層の別の規格であるUDPでは、伝送単位としてデータグラムを使っている。

### 用語の区別
一般的には、これらの用語は、それほど厳密に区別されずに使われている。単にデータを送る単位の意味としてパケットという表現が使われることが多い。
データリンク層 (Layer 2) のデータはフレームで、ネットワーク層 (Layer 3) 以上のデータはパケットと呼ぶこともある（MACフレームやTCPセグメントのことをパケットと呼ぶなど）。

## 課金単位としてのパケット
日本で移動体通信事業を行う事業者では、携帯電話やPHSでの無線パケット通信（データ通信）の利用料金を算出する際に、積算通信量を表す単位として「パケット」という語を用いる。1パケットは128バイトであり、これは2バイト文字64字に相当する。